# Трици Курци
Трици Курци е бивше село в Егейска Македония, Гърция, разположено на територията на дем Пеония в административна област Централна Македония.

## География
Селото е било разположено в източната част на планината Паяк (Пайко), в землището на Църна река, югоизточно от Църна река и северно от Гумендже (Гумениса).

## История
Към края на XX век развалините на селото все още се виждат.